# Стара Ломжа-над-Жекою
Стара Ломжа-над-Жекою (пол. Stara Łomża nad Rzeką) — село в Польщі, у гміні Ломжа Ломжинського повіту Підляського воєводства.
Населення — 371 особа (2011).
У 1975-1998 роках село належало до Ломжинського воєводства.

## Демографія
Демографічна структура станом на 31 березня 2011 року:
|          | Загалом | Допрацездатний вік | Працездатний вік | Постпрацездатний вік |
| -------- | ------- | ------------------ | ---------------- | -------------------- |
| Чоловіки | 185     | 35                 | 131              | 19                   |
| Жінки    | 186     | 38                 | 105              | 43                   |
| Разом    | 371     | 73                 | 236              | 62                   |